# Eochaid Feidlech
Eochu o Eochaid Feidlech ("il duraturo"), (fl. II-I secolo a.C.) figlio di Finn, fu, secondo leggende medievali irlandesi e tradizioni storiche, Sovrano supremo d'Irlanda del I o II secolo a.C.
È più conosciuto come padre della leggendaria regina Medb del Connacht.
Secondo il Lebor Gabála Érenn (XII secolo), prese il potere quando sconfisse il precedente e supremo Fachtna Fáthach nella battaglia di Leitir Rúaid. La saga in irlandese medio Cath Leitrech Ruibhe narra di questa battaglia. Mentre  Fachtna Fáthach era lontano da Tara in visita all'Ulster, Eochu, poi re del Connacht, mise insieme un esercito, uccise i re provinciali e portò via con sé da Tara ostaggi. Quando queste notizie giunsero a Fachtna a Emain Macha, egli raccolse un esercito di uomini dell'Ulster e diede battaglia al nemico a Leitir Rúaid nel Corann, regione del Connacht settentrionale, ma fu sconfitto e decapitato da Eochu. Fergus mac Róich coprì la ritirata dell'esercito dell'Ulster, mentre Eochu marciò a Tara.
Diversi racconti in irlandese medio gli attribuiscono una grande famiglia. Sua moglie era Cloithfinn, che gli diede sei figlie (Derbriu, Eile, Mugain, Eithne, Clothru e Medb) e quattro figli (i tre Findemna e Conall Anglondach). Derbriu fu l'amante di Aengus dei Túatha Dé Danann. Sua suocera Garbdalb trasformò sei uomini in maiali per aver mangiato noci del suo bosco e Derbriu li protresse per un anno fino a quando loro non furono uccisi da Medb Quando Conchobar mac Nessa divenne sovrano dell'Ulster, Eochu gli diede in spose quattro sue figlie, Mugain, Eithne, Clothru e Medb, per compensare la morte del suo presunto padre, Fachtna Fáthach. Eithne gli diede un figlio, Furbaide, che nacque con un cesareo postumo dopo che l'aveva annegata. Clothru, secondo la tradizione, gli diede il suo figlio più anziano, Cormac Cond Longas, anche se altre tradizioni dicono che era figlio di Conchobar, che l'aveva concepito con la sua stessa madre, Ness. Medb lasciò poi Conchobar ed Eochu la fece regina del Connacht. Un po' di tempo dopo Eochu tenne un'assemblea a Tara, a cui parteciparono Conchobar e Medb. La mattina dopo, Conchobar seguì Medb al fiume Boyne, dove lei stava facendo il bagno, e la violentò. Eochu fece guerra a Conchobar sul Boyne, ma fu sconfitto
I tre Findemna cercarono di rovesciare il padre, affrontandolo nella battaglia di Druimm Criaich. La notte prima dello scontro, la loro sorella Clothru, temendo che loro potessero morire senza lasciare un erede, li sedusse e giacque con loro, concependo il futuro re supremo Lugaid Riab nDerg. Il giorno successivo i tre furono uccisi e loro padre.
Regnò per dodici anni, morendo per cause naturali a Tara. Gli successe il fratello Eochu Airem. Il Lebor Gabála fa combaciare il suo regno con la dittatura di Gaio Giulio Cesare (48-44 a.C.) Goffredo Keating data invece il suo regno al 94-82 a.C., mentre gli Annali dei quattro maestri al 143-131 a.C..